# La Rivière d'argent (film)
Pour les articles homonymes, voir Silver River.
Pour plus de détails, voir Fiche technique et Distribution.
La Rivière d'argent (Silver River) est un film américain réalisé par Raoul Walsh en 1948.

## Synopsis
À l'issue de la bataille de Gettysburg (1863), durant la Guerre de Sécession, le capitaine nordiste "Mike" McComb est injustement renvoyé de l'armée pour avoir brûlé le chariot contenant la paie des soldats, dont un détachement sudiste menaçait de s'emparer. Il se rend alors dans l'Ouest où il se lance dans les affaires, avec l'aide de l'avocat John Plato Beck : il ouvre une maison de jeux, une banque, et devient l'associé de Stanley Moore et de son épouse Georgia, propriétaires d'une mine d'argent.

## Fiche technique
- Titre original : Silver River
- Titre français : La Rivière d'argent
- Réalisation : Raoul Walsh
- Scénario : Harriet Frank Jr. (en) et Stephen Longstreet, d'après une histoire de ce dernier.
- Directeur artistique : Ted Smith
- Décors : William Wallace
- Costumes : Travilla et Marjorie Best (non créditée)
- Maquillage : Perc Westmore
- Photographie : Sidney Hickox
- Effets visuels : Edwin B. DuPar
- Son : Francis J. Scheid
- Montage : Alan Crosland Jr.
- Musique : Max Steiner
- Production : Owen Crump
- Production exécutive : Jack L. Warner
- Société de production : Warner Bros.-First National Pictures Inc.
- Société de distribution : Warner Bros.
- Pays de production :   États-Unis
- Langue originale : anglais
- Format : noir et blanc – 35 mm – 1,37:1 – mono (RCA Sound System)
- Genre : western
- Date de début du tournage : 21 avril 1947[1]
- Durée : 110 minutes
- Dates de sortie : 
  - États-Unis : 18 mai 1948 (première à Denver)
  - France : 22 février 1950

## Distribution
- Errol Flynn (VF : Claude Péran)  : "Mike" McComb
- Ann Sheridan (VF : Jacqueline Rambauville) : Georgia Moore
- Thomas Mitchell (VF : Raymond Rognoni) : John Plato Beck
- Bruce Bennett (VF : Raymond Loyer) : Stanley Moore
- Tom D'Andrea (VF : Georges Hubert) : "Pistol" Porter
- Barton MacLane (VF : Raymond Destac) : "Banjo" Sweeney
- Monte Blue (VF : Jean d'Yd) : "Buck" Chevigee
- Jonathan Hale (VF : Jean Croué) : Major Spencer
- Al Bridge (VF : Henri Ebstein) : Slade
- Arthur Space (VF : Paul Lalloz) : Major Ross

Acteurs non crédités
- Richard Alexander : Homme de main de Sweeney
- James Ames : Barker
- Lois Austin (VF : Mona Dol) : Mme Austin
- Art Baker (VF : Henry Valbel) : Major Wilson
- Trevor Bardette : Soldat
- Paul E. Burns : Conducteur de chariot
- Joseph Crehan (VF : Pierre Morin) : Président Ulysses Simpson Grant
- Jack Davis (VF : Maurice Dorléac) : l'officier juge-avocat représentant l'accusation auprès de la cour martiale
- Pat Flaherty : Contremaître
- Ross Ford (VF : Roger Rudel) : Homme à la réception du président
- Carl Harbaugh (VF : Christian Argentin) : Blake
- Russell Hicks (VF : Jean Clarens) : Edwards
- Stuart Holmes (VF : Jacques Berlioz) : Investisseur
- Clarence Muse : Domestique
- Gladys Turney (VF : Renée Simonot) : Femme à la réception du président
- Norman Willis (VF : Maurice Dorléac) : Honest Harry
- Harry Woods (VF : Pierre Morin (acteur)) : Joueur de poker
- Jean Clarieux : Voix off au tribunal (V.F)

## Analyses
Selon Errol Flynn, « m'engager dans des films de cow-boy m'apparaissait comme parfaitement ridicule, mais cela réussissait à la Warner ». Comme « il y a une différence entre le western moyen et une production à grand spectacle, Les Conquérants, La Caravane héroïque, La Rivière d'argent avaient des budgets énormes et se fabriquaient d'une manière différente. Le studio ne lésinait sur aucune dépense. Jack Warner, qui savait ce que voulait le public, le lui donnait mieux que personne ».

### Ouvrages généraux
- Gérard Devillers et Marceau Devillers, Anthologie du Cinéma, tome V : Errol Flynn, Paris, L'Avant-scène Cinéma, 1970, p. 337-392.

### Monographies
- Errol Flynn (trad. France-Marie Watkins et Solange Metzger), Mes 400 coups, Paris, Olivier Orban, coll. « Ramsay Poche Cinéma » (no 52), 1977 (1re éd. 1959), 354 p. (ISBN 2-85956-655-4 et 978-2-8595-6655-5).
- Pierre Giuliani, Raoul Walsh, Paris, Edilig, coll. « Filmo-14 », 1986, 168 p. (ISBN 2-85601-137-3 et 978-2-8560-1137-9).
- Michel Marmin, Raoul Walsh : L'Amérique perdue, Paris, Dualpha, 2003 (1re éd. 1970), 255 p. (ISBN 2-912476-91-7).
- (en) Tony Thomas, Rudy Behlmer et Clifford McCarty, The Films of Errol Flynn, Secaucus, New Jersey, The Citadel Press, 1969, 221 p. (ISBN 0-8065-0237-1), p. 151-153.